# Lobulus parietalis inferior
De lobulus parietalis inferior of onderste wandkwabje is een onderdeel van de pariëtale kwab van de grote hersenen. De voorste helft van de lobulus parietalis inferior is de gyrus supramarginalis en aan de achterste helft de gyrus angularis.

## Schorsvelden
In de hersenkaart van Brodmann ligt aan de voorzijde de area supramarginalis (area 40) en achter dit gebied de area angularis (area 39).